# Artur Łabinowicz
Artur Łabinowicz (ur. 23 stycznia 1997 w Charlotte) – polsko-amerykański koszykarz występujący na pozycjach rzucającego obrońcy lub niskiego skrzydłowego, od 2024 zawodnik Muszynianki Domelo Sokoła Łańcut.
30 czerwca 2020 zawarł umowę z WKS-em Śląsk Wrocław. 27 czerwca 2022 został zawodnikiem MKKS-u Żaka Koszalin.
9 lipca 2023 dołączył do Kinga Szczecin. 10 stycznia 2024 przeniósł się do Muszynianki Domelo Sokoła Łańcut.

## Osiągnięcia
Stan na 2 maja 2024, na podstawie, o ile nie zaznaczono inaczej.
Drużynowe
- Uczestnik międzynarodowych rozgrywek Ligi Mistrzów FIBA (od 2023)